# موريس فيش
موريس فيش هو محامي وقاضي كندي، ولد في 16 نوفمبر 1938 في مونتريال في كندا.